# Windows Server 2025
O Windows Server 2025 é a décima quarta e atual versão principal do sistema operacional Windows NT produzida pela Microsoft a ser lançada sob a marca Windows Server. Foi lançada em 1º de novembro de 2024.
A Microsoft anunciou que o comando sudo estaria disponível no Windows Server 2025; no entanto, com o lançamento do Windows 11 build 26052, a empresa confirmou posteriormente que o recurso estaria disponível exclusivamente no Windows 11. Mesmo assim, alguns usuários encontraram vestígios do comando sudo na versão de prévia. A Microsoft declarou que ele foi adicionado por acidente e que seria desativado em lançamentos futuros.

## Recursos
O Windows Server 2025 possui os seguintes recursos:
- Server Flighting: a capacidade de atualizar para uma nova versão por meio do Windows Update[7][8]
- Assinatura pay-as-you-go (pague conforme o uso)[9]
- SMB sobre QUIC[9]
- Hotpatching (aplicação de patches sem reinicialização)[10]

## Requisitos de Hardware

### Mínimo
| Hardware          | Requisito |
| ----------------- | --- |
| CPU               | Processador baseado em x86-64 |
| RAM               | 512 MB para Server Core ou 2 GB para Server com Desktop Experience |
| Espaço em disco   | Pelo menos 32 GB livre |
| Resolução de tela | Monitor com 1024 x 768 pixels (necessário apenas para determinados recursos) |
| Rede              | - Um adaptador sem fio compatível com 802.11, ou - Um adaptador Ethernet com capacidade de pelo menos 1 Gbit por segundo de taxa de transferência, ou - Uma placa de rede com largura de banda mínima de 1 Gbit |
| BIOS              | Sistema baseado em UEFI 2.3.1c e firmware compatível com inicialização segura (necessário apenas para determinados recursos)                                                                                    |
| Segurança         | Trusted Platform Module 2.0 (necessário apenas para determinados recursos) |